# Opuntia securigera
Opuntia securigera ist eine Pflanzenart in der Gattung der Opuntien (Opuntia) aus der Familie der Kakteengewächse (Cactaceae). Das Artepitheton securigera stammt aus dem Lateinischen, bedeutet ‚beiltragend‘ und verweist auf die Form der Triebabschnitte der Art.

## Beschreibung
Opuntia securigera wächst kriechend, ist reich verzweigt und erreicht Wuchshöhen von bis zu 20 Zentimeter. Die trübgrünen eiförmigen bis konischen Triebabschnitte sind 6 bis 8 Zentimeter lang und 4 bis 6 Zentimeter breit. Die großen runden, weiß bewollte Areolen sitzen auf niedrigen Höckern. Ihre gelblich braunen Glochiden sind tief in die Triebabschnitte eingebettet. Die ein bis drei glänzend weißen Mitteldornen, an älteren Trieben gelegentlich auch mehr, sind schlank, biegsam und 2 bis 5 Zentimeter lang. Die zehn bis 15 und oft mehr Randdornen sind borstenartig, weiß und 0,5 bis 1,5 Zentimeter lang
Über die Blüten und Früchte ist nichts bekannt.

## Verbreitung und Systematik
Opuntia securigera ist in Argentinien („Patagonien“) verbreitet.
Die Erstbeschreibung durch John Borg wurde 1937 veröffentlicht.

## Nachweise